# C3orf62
C3orf62 (англ. Chromosome 3 open reading frame 62) – білок, який кодується однойменним геном, розташованим у людей на 3-й хромосомі. Довжина поліпептидного ланцюга білка становить 267 амінокислот, а молекулярна маса — 30 194.
| 10         |  | 20         |  | 30         |  | 40         |  | 50         |
| ---------- |  | ---------- |  | ---------- |  | ---------- |  | ---------- |
| MHYIKTWSLL |  | GEMSEKLRRC |  | RKELTAAIDR |  | AFEGVSYSQE |  | CTGQQRLELS |
| AAPLSFSLPV |  | HRLLCRRHPL |  | AACSSAAPFA |  | AVPCAPENEN |  | PAFATNHAPV |
| NAKPHALCPE |  | RKPLTSKENV |  | LMHSSILAPE |  | RESWRTAGEG |  | ENWRKENLRK |
| DMERDLKADS |  | NMPLNNSSQE |  | VTKDLLDMID |  | HTSIRTIEEL |  | AGKIEFENEL |
| NHMCGHCQDS |  | PFKEEAWALL |  | MDKSPQKATD |  | ADPGSLKQAF |  | DDHNIVETVL |
| DLEEDYNVMT |  | SFKYQIE    |  |            |  |            |  |            |

A: Аланін

C: Цистеїн

D: Аспарагінова кислота

E: Глутамінова кислота

F: Фенілаланін

G: Гліцин

H: Гістидин

I: Ізолейцин

K: Лізин

L: Лейцин

M: Метіонін

N: Аспарагін

P: Пролін

Q: Глутамін

R: Аргінін

S: Серин

T: Треонін

V: Валін

W: Триптофан

Кодований геном білок за функцією належить до фосфопротеїнів. 